# Arnoldas Kulboka
Arnoldas Kulboka (* 4. Januar 1998 in Marijampolė) ist ein litauischer Basketballspieler.

## Laufbahn
Kulboka genoss seine Basketballausbildung bei Žalgiris Kaunas, 2015 wechselte er zu Brose Bamberg nach Deutschland. In seinen zwei Jahren in Deutschland bestritt er ein Spiel in der Basketball-Bundesliga und wurde innerhalb des Bamberger Nachwuchsfördersystems zumeist beim FC Baunach sowie in der Nachwuchs-Basketball-Bundesliga eingesetzt. 2016 wurde er mit dem TSV Breitengüßbach deutscher U19-Meister. In Baunach trumpfte er während der Zweitligasaison 2016/17 mit einem Punkteschnitt von 14,7 je Spiel auf und war mit 56 getroffenen Dreiern bester Distanzwerfer der Mannschaft.
2017 wechselte Kulboka zum italienischen Erstligisten Capo d’Orlando, für den er im Laufe der Spielzeit 2017/18 in 30 Ligaeinsätze im Durchschnitt 8,3 Punkte erzielte. Er trat mit der Mannschaft zudem in der Champions League an und wurde in dem europäischen Vereinswettbewerb als bester junger Spieler der Saison 2017/18 ausgezeichnet. Beim Draft-Verfahren der NBA im Juni 2018 sicherten sich die Charlotte Hornets in der zweiten Auswahlrunde an 55. Stelle die Rechte am Litauer.
Zur Saison 2018/19 kehrte er nach Bamberg zurück, blieb noch ein Spieljahr, ehe er sich dem spanischen Erstligisten CB Bilbao Berri anschloss. Nachdem er in der Saison 2020/21 in 33 Ligaeinsätzen für Bilbao im Schnitt 9,2 Punkte erzielte, wurde er von der NBA-Mannschaft Charlotte Hornets Anfang August 2021 mit einem Zweiwegevertrag ausgestattet, der auch Einsätze in der NBA G-League ermöglichte. Für Charlotte bestritt er zwei NBA-Spiele und für die Mannschaft Greensboro Swarm 30 Einsätze (14,3 Punkte je Begegnung) in der NBA G-League.
Anfang Juli 2022 meldete der griechische Erstligist Promitheas Patras die Verpflichtung des Litauers. Nach einem Spieljahr in Griechenland ging er zum ukrainischen Verein BC Prometey, der nach dem russischen Überfall auf die Ukraine die Stadt Riga als vorübergehende Heimat ausgewählt hatte.
In der Sommerpause 2024 wurde er von den Vilniaus Wolves verpflichtet. 2025 schloss er sich Aris Thessaloniki an.

## Nationalmannschaft
2015 belegte er mit der litauischen Nationalmannschaft den dritten Rang bei der U18-Europameisterschaft, 2016 gewann er in derselben Altersklasse EM-Silber. 2017 trat er mit Litauens U19-Auswahl bei der Weltmeisterschaft in Kairo an und war mit 13,7 Punkten pro Partie zweitbester Korbschütze seiner Mannschaft.